# لا فورش (مترو باريس)
لا فورش (بالفرنسية: La Fourche)‏ هي محطة مترو تابعة لمترو باريس تقع في فرنسا في الدائرة السابعة عشرة في باريس.[بحاجة لمصدر]